# Hapoël Rishon LeZion (handball)
Pour les articles homonymes, voir Hapoël Rishon LeZion.
Maillots
Le Hapoël Rishon Le Zion est un club de handball situé à Rishon LeZion en Israël. Il comporte une section masculine et féminine.
Son plus grand rival est le Maccabi Rishon LeZion.

## Palmarès masculin
- Championnat d'Israël (17) : 1988, 1990, 1991, 1993, 1994, 1995, 1996, 1997, 1998, 1999, 2000, 2001, 2003, 2004, 2008, 2013, 2015
- Coupe d'Israël (14) : 1989, 1990, 1991, 1992, 1993, 1994, 1995, 1996, 1997, 1998, 1999, 2001, 2012, 2015